# Raymond Fee
Raymond Fee (n. 12 ianuarie 1903, Saint Paul, Minnesota, SUA – d. 2 iunie 1983, Florida, SUA) a fost un boxer ce a reprezentat Statele Unite ale Americii, medaliat olimpic. A participat la o ediție a Jocurilor Olimpice (1924) în care a câștigat o medalie de bronz.

## Participări
Lista de mai jos prezintă principalele competiții la care a participat Raymond Fee de-a lungul carierei.
- boxe aux Jeux olympiques d'été de 1924 – poids mouches hommes[*]